# شون هيوز
شون هيوز (بالإنجليزية: Sean Hughes)‏ هو سياسي بريطاني، ولد في 8 مايو 1946، وتوفي في 25 يونيو 1990 بسبب سرطان. حزبياً، نشط في حزب العمال. في الانتخابات العمومية للمملكة المتحدة 1983 ‏، انتخب عضو البرلمان التاسع والأربعون للمملكة المتحدة عن دائرة نوزلي الجنوبية خلال فترته النيابية ‏ (9 يونيو 1983 – 18 مايو 1987) وفي الانتخابات العمومية للمملكة المتحدة 1987 ‏، انتخب عضو البرلمان الخمسون للمملكة المتحدة عن دائرة نوزلي الجنوبية خلال فترته النيابية ‏ (11 يونيو 1987 – 25 يونيو 1990).